# Leocyma camilla
Leocyma camilla är en fjärilsart som beskrevs av Druce 1887. Leocyma camilla ingår i släktet Leocyma och familjen trågspinnare. Inga underarter finns listade i Catalogue of Life.